# فرن الیسون
فرن الیسون (انگلیسی: Fran Allison؛ ۲۰ نوامبر ۱۹۰۷ – ۱۳ ژوئن ۱۹۸۹) یک هنرپیشه و خواننده اهل ایالات متحده آمریکا بود.